# Institut für Nanotechnologie, Elektronik und Gerätebau
Das Institut für Nanotechnologie, Elektronik und Gerätebau (INEG, früher Fakultät für Elektronik und Gerätebau) wurde 1952 als Teil des Taganroger Radiotechnischen Instituts (1993 umbenannt in Taganroger Staatliche Radiotechnische Universität) gegründet, seit 2006 ist das INEG eine Struktureinheit der Südlichen Föderalen Universität.

## Allgemeine Information
An sieben Abteilungen des Instituts arbeiten 18 Doktoren der Wissenschaften, Professoren und mehr als 70 Kandidaten der Wissenschaften sowie Dozenten. Das Institut befindet sich in einem neuen Lehr- und Laborgebäude und ist mit modernen Geräten ausgestattet. Die Studenten erhalten neben der grundlegenden physikalischen und mathematischen Ausbildung Kenntnisse in Elektronik, Design, Computer und Programmierung, Fähigkeiten in Psychologie, Management, Fremdsprachen und vieles mehr.

## Das Zentrum Nanotechnologie
Auf der Grundlage des INEG wurde das größte wissenschaftliche und pädagogische Zentrum „Nanotechnologie“ von der Südlichen Föderalen Universität im Süden Russlands geschaffen, das mit einer einzigartigen Ausrüstung ausgestattet ist. Dies ermöglicht die Durchführung wissenschaftlicher Forschung und die Umsetzung von Ausbildungsprogrammen auf Weltniveau in den modernsten Bereichen der Wissenschaft und Technik. In der Forschungsarbeit des Instituts wird den vielversprechendsten und fortschrittlichsten Bereichen der Wissenschaft und Technologie – von der biomedizinischen bis zur Nanotechnologie – Priorität eingeräumt. An jedem Lehrstuhl der Fakultät werden wissenschaftliche Arbeiten zur Forschung, Entwicklung und Produktion von wettbewerbsfähigen Produkten geführt. Die Ergebnisse der wissenschaftlichen Tätigkeit werden durch zahlreiche Russische und internationale Patente und Zertifikate bestätigt, die im Lernprozess aktiv verwendet werden, um die Qualität der Ausbildung von Studenten und Doktoranden zu verbessern.

## Vorteile der Bildung
Das INEG hat feste wissenschaftliche Verbindungen und Austausch von Studenten und Doktoranden mit Universitäten in den USA, Frankreich, Deutschland und den Niederlanden. Die wichtigsten Ausbildungsprogramme des Instituts wurden von den Akkreditierungsagenturen der USA und der europäischen Union International akkreditiert.